# Nyctonympha andersoni
Nyctonympha andersoni là một loài bọ cánh cứng trong họ Cerambycidae.